# Schoudertas

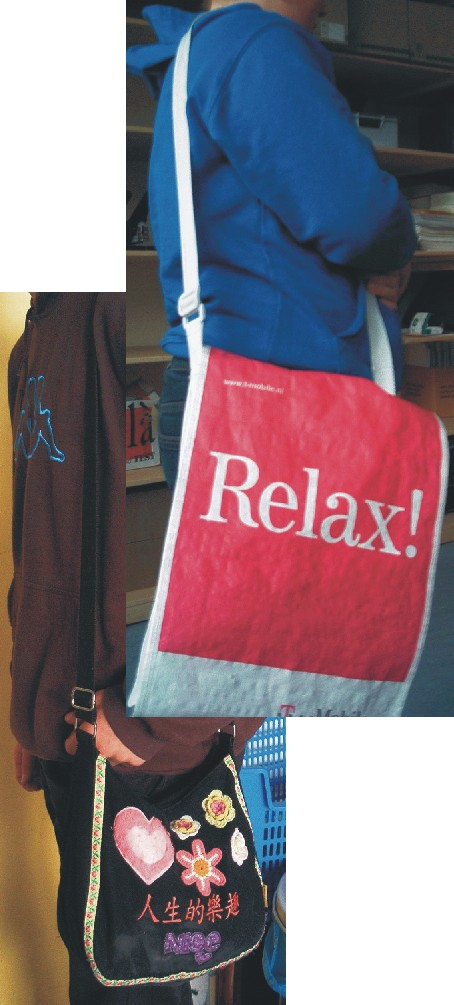
Moderne schoudertassen

Een schoudertas is een draagbare tas, die meestal met een draagband of draagriem over één schouder gedragen wordt. Deze band of riem is verstelbaar in lengte, zodat de tas op de meest plezierige manier gedragen kan worden. Daarnaast heeft de tas midden bovenop vaak ook een handgreep, zodat hij met één hand gedragen kan worden.
Een speciale schoudertas is de zogeheten pukkel. Dit is een uit de militaire dienst afkomstige tas van legergroen katoen. Deze was zeer populair in de jaren zestig van de twintigste eeuw, maar raakte later in onbruik.
De tas wordt in verschillende uitvoeringen gemaakt. Het kan een kleinere tas, bijvoorbeeld een damestas voor toiletspulletjes zijn, maar ook een grotere tas voor bijvoorbeeld studieboeken en papiermappen.
Ook kan onderscheid gemaakt worden naar het materiaal waar de tas van gemaakt wordt. Dit kan zijn geweven stof, kunstleer, leer enzovoort. De tas hangt aan één schouder (meestal rechts) óf op heuphoogte aan dezelfde kant óf met de band kruislings over de borst aan de andere kant.
Vaak wordt de tas gebruikt door scholieren voor het meenemen van schoolboeken. maar ook bij de leraar is hij populair, vooral de rundleren uitvoering. Ook de postbode van vroeger zeulde met een grote en meestal zware zwartleren tas met poststukken, brieven enzovoort.